# Euhadra murayamai
Euhadra murayamai é uma espécie de gastrópode da família Camaenidae.
É endémica de Japão.